# Klaus Hermes
Klaus Hermes (* 12. Mai 1932 in Güstrow; † 28. Mai 2020) war ein deutscher Maler und Grafiker.

## Leben und Werk
Hermes machte Lehrausbildungen als Drogist und als Dekorationsmaler. Von 1954 bis 1957 studierte er in der Fachrichtung Malerei der Fachschule für angewandte Kunst Heiligendamm. Danach arbeitete er als Farbgestalter, insbesondere für Fassaden und Wandbilder, beim VEB Bau-Union Gera.
1959 heiratete er in Gera seine frühere Kommilitonin Regina, eine Gebrauchsgrafikerin, mit er drei Kinder hatte, Maritta und Andrea und den Kunst- und Musiklehrer Tilo Hermes.
Von 1965 bis 1977 lehrte Hermes Grafik an der Volkskunstschule Jena, der späteren Musik- und Kunstschule. Dann arbeitete er in Jena freischaffend als Maler, Grafiker und Restaurator. Als Gebrauchsgrafiker entwarf er u. a. das Logo der Jenaer Musik- und Kunstschule.
Hermes war von 1960 bis 1990 Mitglied des Verbands Bildender Künstler der DDR. In der DDR hatte er mehrere Einzelausstellungen und war er an Gruppenausstellungen beteiligt.

## Museen und öffentliche Sammlungen mit Werken Hermes‘ (unvollständig)
- Dresden: Galerie Neue Meister
- Gera: Otto-Dix-Haus
- Jena: Städtische Museen Jena[3]

## Werke (Auswahl)

### Malerei und Grafik
- Bildnis Maritta (1964, Öl, 98,5 × 43 cm; Galerie Neue Meister, Gal.-Nr. 3631)[4]
- Jena mit dem Zeisswerk (1970, Druckgrafik, 47,9 × 67,6 cm)
- Gedeck und Blumen in Vase (1973, Öl, 69,3 × 51,1 cm; Otto-Dix-Haus)

### Architekturbezogenes Werk
- Tischsitten im Wandel der Zeit (1978, Wandgemälde; vormals in der Pößnecker Gaststätte Kosmos)[5]

### Buchgestaltung
- Guenter Jugelt: Gera. Ein kleines Stadtmosaik. Hrsg.: Rat der Stadt Gera, 1965 (grafische Gestaltung)

## Teilnahme an zentralen und wichtigen regionalen Ausstellungen in der DDR (unvollständig)
- 1962/1963 und 1967/1968: Dresden, Fünfte und VI. Deutsche Kunstausstellung
- 1965: Berlin, Deutsche Akademie der Künste („Junge Künstler. Gebrauchsgraphik“)
- 1969, 1974, 1979 und 1984: Gera, Bezirkskunstausstellungen